# 前1310年代
| 千纪： | 前2千纪 |
| 世纪： | 前15世纪 \| 前14世纪 \| 前13世纪                                                                                     |
| 年代： | 前1340年代 \| 前1330年代 \| 前1320年代 \| 前1310年代 \| 前1300年代 \| 前1290年代 \| 前1280年代                       |
| 年份： | 前1319年 \| 前1318年 \| 前1317年 \| 前1316年 \| 前1315年 \| 前1314年 \| 前1313年 \| 前1312年 \| 前1311年 \| 前1310年 |

## 重要事件及趋势
- 前1317年，恩利尔尼拉里为亚述王。
- 前1319年或前1306年，霍朗赫布即位为法老。
- 据印度教的纪录，《薄伽梵歌》开始编写

## 重要人物
- 阿伊、霍朗赫布，古埃及第十八王朝法老
- 穆尔西里二世，赫梯国王
- 恩利尔尼拉里、阿里克-登-伊利，亚述国王
- 库瑞噶尔祖二世，巴比伦第三王朝国王
- 刻克洛普斯二世、卡伊拉索斯，雅典国王
- 南庚，商朝国王